# Ilse Pausin
Ilse Pausin-Ulrich (nome de solteira Pausin; Viena, 7 de fevereiro de 1919 – 6 de agosto de 1999) foi uma patinadora artística austríaca, que competiu em provas de duplas. Ela conquistou uma medalha de prata olímpica em 1936 ao lado de Erich Pausin, e cinco medalhas de prata em campeonatos mundiais. Erich Pausin é irmão de Ilse Pausin. Em 1939, ela competiu representando a Alemanha no Campeonato Mundial e no Campeonato Europeu.

## Principais resultados

### Com Erich Pausin
| Resultados                                            | Resultados       | Resultados       | Resultados       | Resultados       | Resultados       | Resultados      | Resultados       | Resultados    | Resultados    | Resultados    | Resultados    | Resultados    |
| Internacional                                         | Internacional    | Internacional    | Internacional    | Internacional    | Internacional    | Internacional   | Internacional    | Internacional | Internacional | Internacional | Internacional | Internacional |
| Evento/Temporada                                      | 1934– 1935       | 1935– 1936       | 1936– 1937       | 1937– 1938       | 1938– 1939       | 1939– 1940      | 1940– 1941       |               |               |               |               |               |
| ----------------------------------------------------- | ---------------- | ---------------- | ---------------- | ---------------- | ---------------- | --------------- | ---------------- | ------------- | ------------- | ------------- | ------------- | ------------- |
| Jogos Olímpicos                                       |                  | Medalha de prata |                  |                  |                  |                 |                  |               |               |               |               |               |
| Campeonato Mundial                                    | Medalha de prata | Medalha de prata | Medalha de prata | Medalha de prata | Medalha de prata |                 |                  |               |               |               |               |               |
| Campeonato Europeu                                    | 4.ª              |                  | Medalha de prata | Medalha de prata | Medalha de prata |                 |                  |               |               |               |               |               |
| Nacional                                              |                  |                  |                  |                  |                  |                 |                  |               |               |               |               |               |
| Campeonato Alemão                                     |                  |                  |                  |                  | Medalha de prata |                 | Medalha de prata |               |               |               |               |               |
| Campeonato Austríaco                                  | Medalha de prata | Medalha de ouro  | Medalha de ouro  | Medalha de ouro  | Medalha de ouro  | Medalha de ouro | Medalha de ouro  |               |               |               |               |               |
|                                                       |                  |                  |                  |                  |                  |                 |                  |               |               |               |               |               |
| Legenda: Competição não foi disputada nesta temporada |                  |                  |                  |                  |                  |                 |                  |               |               |               |               |               |